# Liste der Stolpersteine in Köln

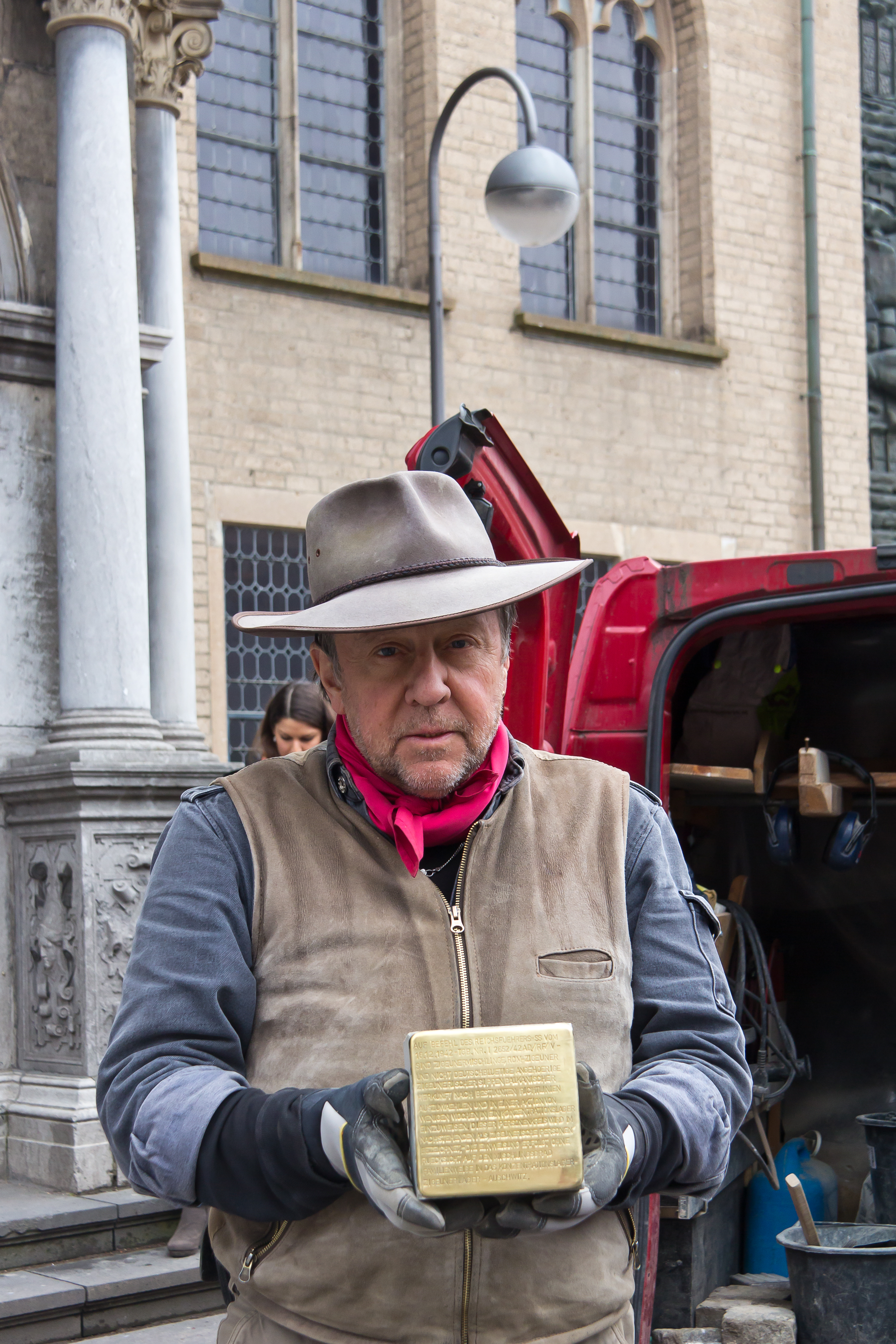
Gunter Demnig beim Verlegen eines Stolpersteins vor dem Historischen Rathaus Köln im März 2013.

Die Liste der Stolpersteine in Köln führt die vom Künstler Gunter Demnig verlegten Stolpersteine in Köln auf. Das Kunstprojekt wurde von Gunter Demnig am 16. Dezember 1992 anlässlich des 50. Jahrestages des Deportationsbefehls von Heinrich Himmler für „Zigeuner“ initiiert. Der erste Stolperstein, auf dem das Datum des Beginns der Deportationen und die ersten Worte des Befehls eingraviert waren, wurde an diesem Tag vor dem Historischen Rathaus der Stadt Köln verlegt. 2010 wurde dieser Stolperstein von Unbekannten herausgebrochen und entwendet. Am 21. März 2013 verlegte Gunter Demnig einen neuen Stolperstein vor dem Kölner Rathaus.

## Projektgeschichte
In der Publikation Größenwahn – Kunstprojekte für Europa formulierte Demnig das theoretische Konzept der Stolpersteinverlegung. Ein 10 × 10 cm großer, mit einer gravierter Messingplakette verkleideter Betonquader erinnert auf dem Bürgersteig vor dem letzten frei gewählten Wohnort an die Verfolgten der Nationalsozialisten, die in verschiedene Konzentrationslager deportiert und dort ermordet, vertrieben oder in den Suizid getrieben wurden.
Auf Initiative des Pfarrers Kurt Pick der Kölner Antoniter-Gemeinde stellte Demnig 1994 in der Kirche 230 Stolpersteine für ermordete Roma aus. Am 4. Januar 1995 verlegte Demnig damals noch ohne offizielle Genehmigung durch Behörden die ersten Stolpersteine ebenerdig in Köln. Im Juli 2000 wurden die ersten Stolpersteine mit behördlicher Genehmigung, offiziell und legal in der Aachener Straße 28 verlegt. Bis heute sind europaweit über 70.000 Stolpersteine, davon in Köln 2.399 (Stand: August 2020) verlegt worden. Neue Stolpersteine werden dann in Auftrag gegeben, wenn Einzelne oder Gruppen, wie etwa Schulklassen oder Personen, eine kostenpflichtige Patenschaft übernehmen. Die Bronzeplaketten werden durch den Berliner Bildhauer Michael Friedrichs-Friedlaender individuell angefertigt.
Die Kölner Stolpersteine sind in einer Datenbank vom NS-Dokumentationszentrum der Stadt Köln erfasst. Die letzte Verlegung von Stolpersteinen in Köln fand am 4. und 5. November 2024 statt.
 Karte mit allen Koordinaten des gesamten Stadtgebiets: OSM | WikiMap
Die Liste der Stolpersteine in Köln wurde wegen ihrer Größe in die einzelnen Stadtteile aufgeteilt.
| Stadtbezirk Innenstadt                                              |
| ------------------------------------------------------------------- |
| Altstadt-Nord • Altstadt-Süd • Neustadt-Nord • Neustadt-Süd • Deutz |

| Stadtbezirk Rodenkirchen |
| --- |

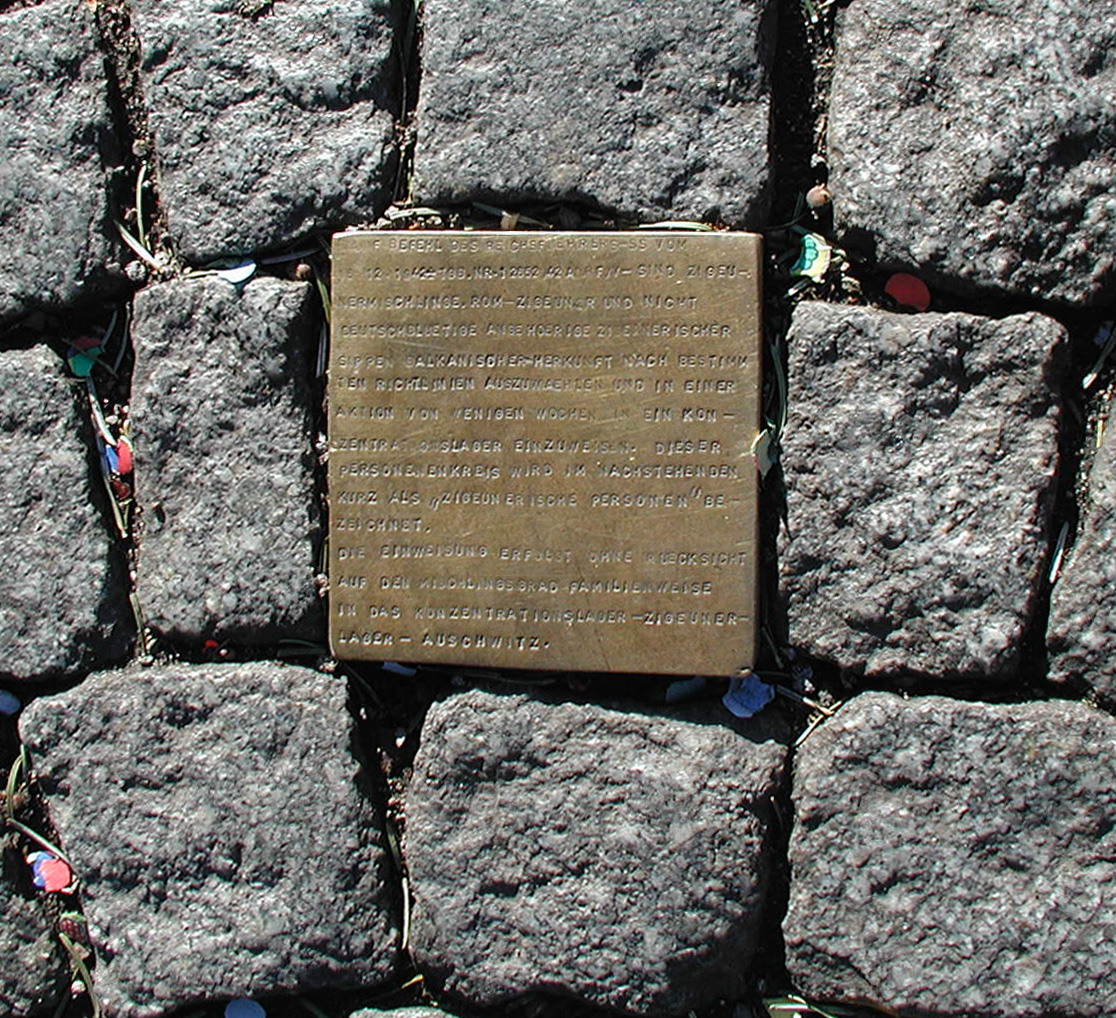
Erster Stolperstein vor dem Rathaus mit dem Deportationsbefehl von Heinrich Himmler (verlegt am 16. Dezember 1992).

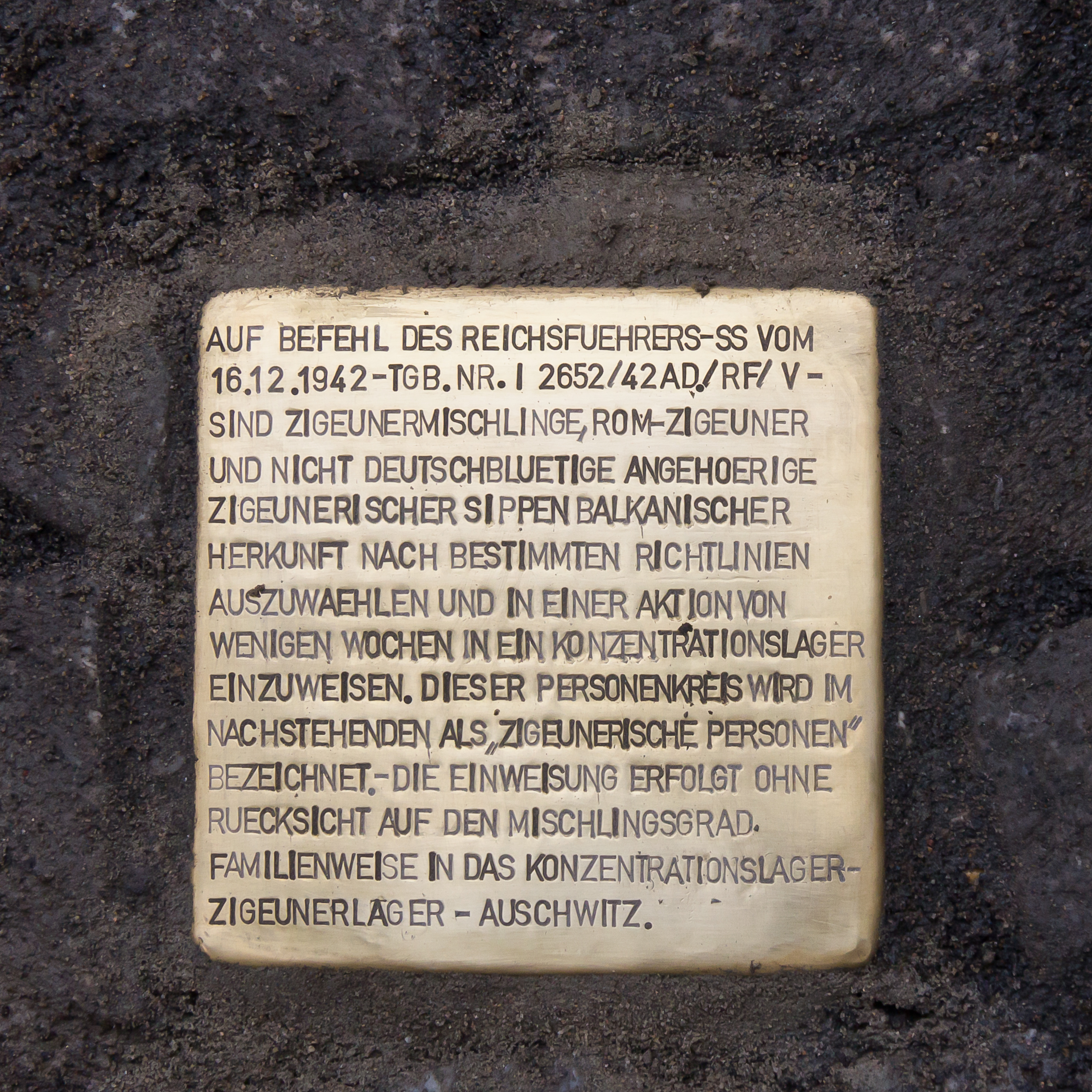
Neu verlegter Stolperstein vor dem Rathaus mit dem Deportationsbefehl von Heinrich Himmler (verlegt am 21. März 2013).

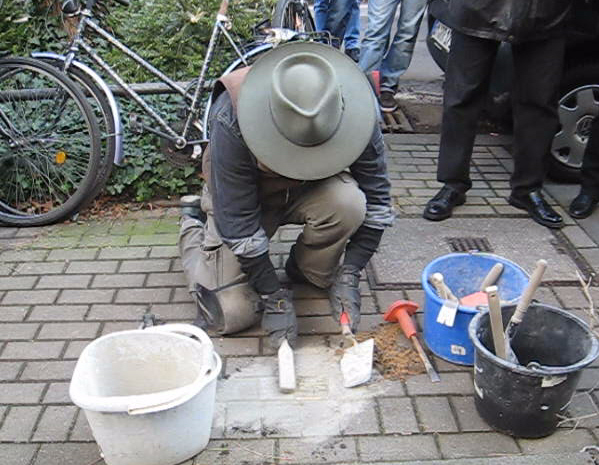
Gunter Demnig beim Verlegen eines Stolpersteins in Köln-Ehrenfeld am 17. Januar 2009.

| Bayenthal • Marienburg • Raderthal • Rodenkirchen • Sürth • Weiß • Zollstock ohne Stolpersteine: Godorf, Hahnwald, Immendorf, Meschenich, Raderberg und Rondorf |

| Stadtbezirk Lindenthal |
| --- |
| Klettenberg • Sülz • Lindenthal • Braunsfeld • Müngersdorf • Junkersdorf • Weiden ohne Stolpersteine: Lövenich und Widdersdorf |

| Stadtbezirk Ehrenfeld                                                                                                |
| --- |
| Ehrenfeld • Neuehrenfeld • Bickendorf ohne Stolpersteine: Bocklemünd/Mengenich, Ossendorf, Vogelsang und Widdersdorf |

| Stadtbezirk Nippes                                                                               |
| ------------------------------------------------------------------------------------------------ |
| Nippes • Mauenheim • Riehl • Weidenpesch • Longerich • Bilderstöckchen ohne Stolpersteine: Niehl |

| Stadtbezirk Chorweiler |
| --- |
| Fühlingen ohne Stolpersteine: Blumenberg, Chorweiler, Esch/Auweiler, Heimersdorf, Lindweiler, Merkenich, Pesch, Roggendorf/Thenhoven, Seeberg, Volkhoven/Weiler und Worringen |

| Stadtbezirk Porz |
| --- |
| Poll • Porz • Zündorf ohne Stolpersteine: Eil, Elsdorf, Ensen, Finkenberg, Gremberghoven, Grengel, Langel, Libur, Lind, Urbach, Wahn, Wahnheide und Westhoven |

| Stadtbezirk Kalk |
| --- |
| Kalk • Höhenberg • Merheim • Ostheim • Brück • Humboldt/Gremberg • Rath/Heumar ohne Stolpersteine: Neubrück und Vingst |

| Stadtbezirk Mülheim                                                                                                   |
| --- |
| Mülheim • Buchforst • Dellbrück • Dünnwald • Holweide ohne Stolpersteine: Buchheim, Flittard, Höhenhaus und Stammheim |

## Quelle
- Stolpersteine. Erinnerungsmale für die Opfer des Nationalsozialismus. NS-Dokumentationszentrum der Stadt Köln